# 第27回インディペンデント・スピリット賞
第27回インディペンデント・スピリット賞は、2011年11月29日にノミネートが発表された。結果は2012年2月25日に発表された。

## 受賞とノミネート一覧
太字が受賞。

### 作品賞
- 『アーティスト』
  - 『50/50 フィフティ・フィフティ』
  - 『人生はビギナーズ』
  - 『ファミリー・ツリー』
  - 『ドライヴ』
  - 『テイク・シェルター』

### 監督賞
- ミシェル・アザナヴィシウス - 『アーティスト』
  - マイク・ミルズ - 『人生はビギナーズ』
  - ジェフ・ニコルズ - 『テイク・シェルター』
  - アレクサンダー・ペイン - 『ファミリー・ツリー』
  - ニコラス・ウィンディング・レフン - 『ドライヴ』

### 第一回作品賞
- 『マージン・コール』
  - 『アナザー プラネット』
  - In The Family
  - 『マーサ、あるいはマーシー・メイ』
  - Natural Selection

### ジョン・カサヴェテス賞
- Pariah
  - 『ベルフラワー』
  - Circumstance
  - Hello Lonesome
  - The Dynamiter

### 脚本賞
- アレクサンダー・ペイン、ナット・ファクソン、ジム・ラッシュ - 『ファミリー・ツリー』
  - マイク・ミルズ - 『人生はビギナーズ』
  - ヨセフ・シダー - Footnote
  - ミシェル・アザナヴィシウス - 『アーティスト』
  - トム・マッカーシー - 『WIN WIN ダメ男とダメ少年の最高の日々』

### 第一回脚本賞
- ウィル・ライザー - 『50/50 フィフティ・フィフティ』
  - マイク・ケイヒル、ブリット・マーリン - 『アナザー プラネット』
  - パトリック・デウィット - Terri
  - フィル・ジョンストン - 『バッドトリップ! 消えたNO.1セールスマンと史上最悪の代理出張』
  - J・C・チャンダー - 『マージン・コール』

### 主演女優賞
- ミシェル・ウィリアムズ - 『マリリン 7日間の恋』
  - ローレン・アンブローズ - Think of Me
  - レイチェル・ハリス - Natural Selection
  - Adepero Oduye - Pariah
  - エリザベス・オルセン - 『マーサ、あるいはマーシー・メイ』

### 主演男優賞
- ジャン・デュジャルダン - 『アーティスト』
  - デミアン・ビチル - 『明日を継ぐために』
  - ライアン・ゴズリング - 『ドライヴ』
  - ウディ・ハレルソン - 『ランパート 汚れた刑事』
  - マイケル・シャノン - 『テイク・シェルター』

### 助演女優賞
- シェイリーン・ウッドリー - 『ファミリー・ツリー』
  - ジェシカ・チャステイン - 『テイク・シェルター』
  - アンジェリカ・ヒューストン - 『50/50 フィフティ・フィフティ』
  - ジャネット・マクティア - 『アルバート氏の人生』
  - ハーモニー・サンタナ - Gun Hill Road

### 助演男優賞
- クリストファー・プラマー - 『人生はビギナーズ』
  - アルバート・ブルックス - 『ドライヴ』
  - ジョン・ホークス - 『マーサ、あるいはマーシー・メイ』
  - ジョン・C・ライリー -  『バッドトリップ! 消えたNO.1セールスマンと史上最悪の代理出張』
  - コリー・ストール - 『ミッドナイト・イン・パリ』

### 撮影賞
- 『アーティスト』
  - 『ベルフラワー』
  - The Dynamiter
  - 『ミッドナイト・イン・パリ』
  - The Off Hours

### ドキュメンタリー賞
- The Interrupters
  - An African Election
  - 『ビル・カニンガム&ニューヨーク』
  - The Redemption of General Butt Naked
  - We Were Here

### 外国映画賞
- 『別離』（ イラン）
  - 『少年と自転車』（ ベルギー）
  - 『メランコリア』（ デンマーク）
  - 『SHAME -シェイム-』 （ イギリス）
  - 『思秋期』 （ イギリス）

### ロバート・アルトマン賞
- 『マージン・コール』

### Piaget Producers Award
- Sophia Lynn - 『テイク・シェルター』
  - Chad Burris - Mosquito y Mari
  - Josh Bond - 『マーサ、あるいはマーシー・メイ』

### Someone to Watch Award
- Mark Jackson - Without
  - Simon Arthur - Silver Tongues
  - Nicholas Ozeki - Mamitas

### Truer Than Fiction Award
- Heather Courtney
  - Alma Har'el
  - Danfung Dennis